# (38136) 1999 JK55
1999 JK55 (asteroide 38136) é um asteroide da cintura principal. Possui uma excentricidade de 0.15221740 e uma inclinação de 4.89423º.
Este asteroide foi descoberto no dia 10 de maio de 1999 por LINEAR em Socorro.